# Aricanduva (bairro de São Paulo)
Aricanduva é um bairro que pertence ao distrito homônimo de Aricanduva, pertencente à Zona Leste do município de São Paulo.

## Topônimo
Em tupi-guarani Aricanduva significa “lugar onde há muitas palmeiras da espécie airi”. O bairro foi fundado e desenvolvido por portugueses a partir de 1940.

## História
No século XVII o riacho Aricanduva já era mencionado, assim como um arrabalde da cidade de São Paulo de igual nome. A origem do Jardim Aricanduva data de aproximadamente entre os anos de 1902 e 1905, entretanto seu desenvolvimento aconteceu por volta de 1950, quando começaram a ser criados loteamentos urbanizados. O nome Aricanduva é oriundo do tupi-guarani e significa "sítio das palmeiras da espécie airis". O distrito foi fundado e desenvolvido em 1940 por portugueses a partir do bairro de mesmo nome.
Um português chamado Gabriel Cardoso tornou-se se proprietário de um grande sítio na região. Conta-se que ele comprou a área e um táxi com o dinheiro que ganhou no jogo do bicho. Ele teria sido o primeiro morador do bairro, no ano de 1940, cultivando plantas ornamentais e verduras em seu sítio. Quando seus parentes em Portugal souberam da sorte de Cardoso, vieram para o Brasil para morar próximos ao parente bem sucedido. A partir de então, o bairro começou se expandir, atraindo também imigrantes japoneses, portugueses e italianos que passaram a se dedicar à agricultura.
Tempos depois, com a morte de Cardoso, as terras da chácara foram loteadas por seus filhos. Um grande proprietário, chamado Luis Americano adquiriu muitas terras ali, e também na região do atual Parque do Carmo. As terras foram transferidas por ele ao então governador de São Paulo, Adhemar de Barros, que as dividiu em lotes e chácaras, criando uma empresa de loteamentos chamada Aricanduva. Com o passar dos anos e devido ao aumento da população da Zona Leste, algumas dessas áreas foram tomadas e deram origem a loteamentos populares, surgindo assim bairros menores dentro do próprio de Aricanduva. O distrito de Aricanduva abriga bairros como: Jardim Aricanduva, Jardim Antonieta, Jardim Barreira Grande, Jardim Cotching, Jardim Nova Carrão, Jardim Santo Eduardo, Parque Cruzeiro do Sul, Vila Alzira, Vila Dona Sara, Vila Nova York e etc.

## Atualidade
O bairro Aricanduva é muito conhecido devido ao rio e a avenida de mesmo nome. O bairro começou a prosperar e desenvolver-se especialmente após a abertura do trecho da Radial Leste, que tornava o bairro mais próximo do Centro da cidade e também após a construção da Avenida Aricanduva.
Em 1991, o bairro contou com um grandioso empreendimento, o Shopping Aricanduva, um dos maiores shopping centers do mundo e o maior da América Latina.
Algumas regiões do bairro ainda sofrem com problemas de enchentes, com isso foram feitas algumas intervenções pela Subprefeitura Aricanduva no córrego e nas ruas são constantes para diminuir os impactos desses incidentes. O bairro é composto por casas de baixo, médio e alto padrão . No bairro não existem estações de metrô, sendo servido por várias linhas de ônibus da SPTrans. É classificado pelo CRECI como "Zona de Valor D", assim como outros bairros da capital: Casa Verde, Carandiru e Brás.

## Área verde
A área verde o bairro também se destaca, pois está bem próximo ao Parque do Carmo, o segundo maior de São Paulo, localizado na Avenida Afonso de Sampaio e Souza 951. Possui uma imensa reserva de Mata Atlântica, com cerca de 135 espécies de fauna como garças e mergulhões, um conjunto de lagos e um viveiro de produção de espécies de arbustos. Oferece atrativos para os fãs de esportes, com ciclovia, quadra de futebol e pista de cooper. No parque se encontra o bosque de cerejeiras de Okinawa e, graças a essa área, se comemora desde 1978 a tradicional Festa das Cerejeiras que contempla a florada da árvore símbolo do Japão se tornando uma marca da comunidade japonesa no Brasil. Todos os anos nessa festa é realizada a prática do hanami, que consiste na contemplação das cerejeiras por um longo tempo.